# Stadtroda
Stadtroda település Németországban, azon belül Türingiában. Lakosainak száma 6684 fő (2023. december 31.). Stadtroda Ruttersdorf-Lotschen és Bobeck községekkel határos.

## Népesség
A település népességének változása:
| Lakosok száma | 5862 | 6692 | 6570 | 6695 | 6684 |
|               | 2017 | 2019 | 2021 | 2022 | 2023 |